# Lopori
La Lopori ou Lupori est une rivière de la république démocratique du Congo. C'est un affluent de la Lulonga, donc un sous-affluent du fleuve Congo.

## Géographie
Elle coule principalement d’est en ouest, traversant le nord de la province de Tshuapa et le sud de la province de la Mongala. Elle se joint à la Maringa à Basankusu dans le district de l'Équateur, pour former la Lulonga.